# Calle del 7 de julio
La calle del 7 de julio es una breve vía pública de la ciudad española de Madrid, situada en el barrio de Sol, distrito Centro, que une la calle Mayor con la plaza Mayor. Aunque toma su nombre del enfrentamiento entre la guardia real y la milicia nacional ocurrido en la Plaza Mayor el 7 de julio de 1822, antes de 1840 se llamó calle de la Amargura.

## Historia
No figura con nombre alguno en el plano de Texeira de 1656, pero ya aparece como calle de la Amargura en la carta de Antonio Espinosa de los Monteros de 1769.
Del origen de su anterior nombre hay varias versiones legendarias, de las que el cronista Pedro de Répide hizo detallado relato periodístico en sus estudios sobre el callejero de Madrid. Cuenta este madrileño castizo y culto que el nombre más antiguo se lo pudieron dar las "amarguísimas hierbas" que rodeaban la que fuera laguna de Luján, que en tiempos ocupó el lugar antes de hacerse calle. La laguna, que formaba parte de los grandes charcos de la plaza del Arrabal y que luego se ocuparon con la ensenada de la plaza Mayor de Madrid, tomaba su nombre por hallarse vecina a la casa de Francisco de Luján el del Arrabal.
No menos legendaria, pero mucho más dramática, es la versión que justifica el nombre de calle de la amargura en la partida de las tropas reclutadas en Madrid en 1342 por Alfonso XI de Castilla para el sitio de Algeciras. Pues ocurrió ese día que numerosas mujeres e hijos de los combatientes salieron a llorar su despedida, comitiva que el arzobispo de Toledo –que había organizado la leva– no permitió que saliera más allá de la mencionada laguna de Luján, y que conmovido por tanto llanto y desespero exclamó «¡Este es el sitio de la amargura!».
Otro posible origen de la denominación, más popular, le pudo venir a esta calle por ser sitio de paso obligado para los condenados por el Santo Tribunal a ser quemados en los autos o ajusticiados en las ejecuciones capitales que solían celebrarse en la plaza Mayor. De entre las numerosas víctimas, Répide, pone el ejemplo de Rodrigo Calderón, que camino del patíbulo, al recorrer esta calle exclamó: «como a Cristo, me paseais, por delante de las casas de sus jueces en esta calle de la Amargura».
El devenir de la Historia quiso que las diversas amarguras cambiasen de nombre tras el glorioso episodio que los madrileños fieles a la Constitución de 1812 protagonizaron, representados por la Milicia Nacional, frente a dos batallones de la Guardia real, que pretendían imponer el regreso al poder absoluto del Rey Felón. Con diferente parcialidad lo narran Répide, Peñasco y Cambronero, o el propio Mesonero Romanos que resume así el lance: 

...teatro memorable en la mañana del 7 de julio de 1822, en que se trabó una reñida acción entre la Milicia Nacional y la Guardia Real, sosteniendo aquella la Constitución y esta el rey absoluto; de que resultó vencedora aquella en las calles de la Amargura, de Boteros y callejón del Infierno, que llevaron, después por algún tiempo, los nombres del Siete de julio, del Triunfo y de la Milicia Nacional.